# Distrito de Querocoto
El Distrito de Querocoto es uno de los diecinueve que conforman la Provincia de Chota, ubicada en el Departamento de Cajamarca, bajo la administración del Gobierno regional de Cajamarca, en el norte del Perú. Limita por el norte con el Distrito de Querocotillo (Provincia de Cutervo); por el este con la Provincia de Cutervo; por el sur con los distritos de Huambos y Llama; y por el oeste con el Distrito de Miracosta.

## Historia
El distrito fue creado mediante Ley del 14 de mayo de 1876, en el gobierno del Presidente Mariano Ignacio Prado Ochoa.
La historia dice que originalmente había un árbol llamado Cotoquero en el centro de la plaza. Al mencionar ese nombre repetidamente se puede descifrar Querocoto. Fue fundado por Fray Juan Ramírez, dos años después de fundar la ciudad de Todos los Santos de Chota, (según datos recogidos de los archivos de la Biblioteca Nacional).

## Geografía
Tiene un clima seco, variado en invierno, nunca nieva, en verano hace calor pero a la sombra hace frío. 

## Capital
Tiene como capital al pueblo de Querocoto ubicado a 2426 m s. n. m.

## Población
Según censo de población del 2007 el distrito de Querocoto tiene una población de 9 229 habitantes.
La población es aficionada al fútbol.

## Autoridades

### Municipales
- 2023 - 2026[2]
  - Alcalde: Omar Estela Pérez, de Frente Regional Cajamarca.
  - Regidores:

  1. Temistocles Ninamaque More (Frente Regional Cajamarca)
  2. José Almanzor Zamora Villanueva (Frente Regional Cajamarca)
  3. Máximo Sánchez Chilón (Frente Regional Cajamarca)
  4. Zoila Edith Cardozo Pérez (Frente Regional Cajamarca)
  5. Mikey Carpio Dávila (Acción Popular)

Alcaldes anteriores
- 1991 - 1999: Joselito Fernández Pérez
- 2000 - 2003: Julio Fernández Pérez
- 2004 - 2011: Aníbal Pérez Valderrama
- 2011 - 2014: Edwin Perci delgado cubas
- 2015 - 2018: Silvio Estela Pérez
- 2019 - 2022: Elder Fernández Núñez
- 2023 - 2026: Omar Estela Pérez

## Atractivos turísticos

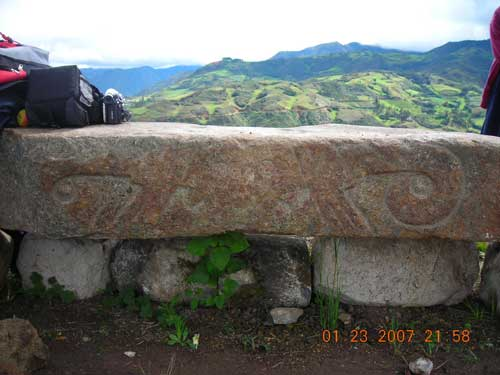
Restos arqueológicos de Pacopampa.

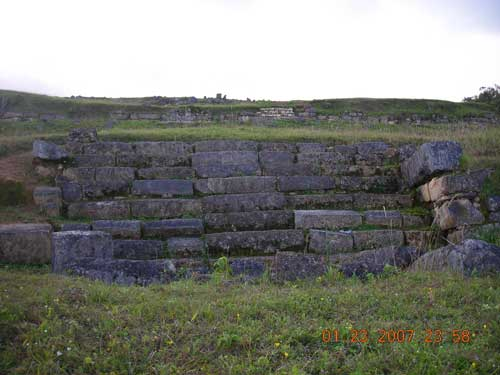
Restos arqueológicos de Pacopampa.

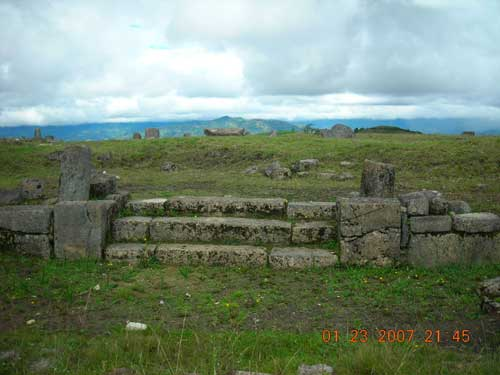
Restos arqueológicos de Pacopampa.

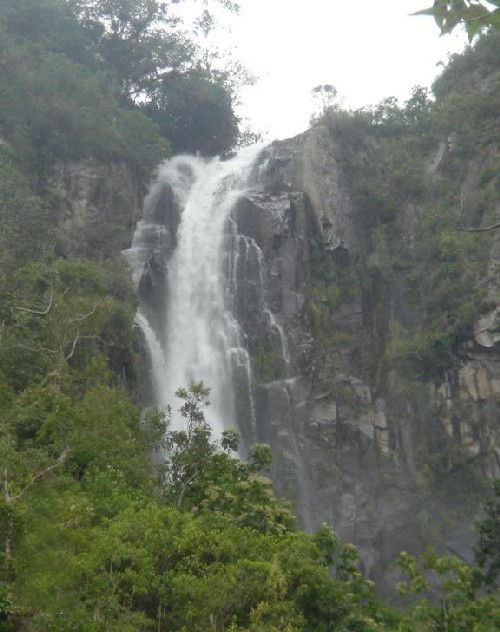
Catarata "El Chorro Blanco".

- Sitio arqueológicos de Pacopampa. Fue ocupado desde 1200 a 500 ac. Los investigadores consideran que se trata uno de los centros ceremoniales formativos más grandes de la sierra norte. Está construido mediante piedra cortada. Actualmente es estudiado por una misión japonesa en convenio con la Universidad de San Marcos hasta el 2015.[3]

- Tumba de la dama de Pacopampa descubierta en 2009, tiene una antigüedad de 900 a. C.[4]
- Bosque de protección de Pagaibamba fue establecido Área Natural Protegida - ANP mediante por el Estado (ANPE), mediante Resolución Suprema N.º 0222-87-AG/DGFF el 19 de junio de 1987 con una extensión de 2 078,38 ha.[5]
- La fila de la Alfombrilla.
- El mirador de Cuchajmalca.
- La totora.
- La peña blanca.
- El cerro las pozas.
- Shanquihua. https://mapas.deperu.com/cajamarca/chota/querocoto/sanquihua-shanquihua/
- Pandanshe.
- Cundín.
- La Iraca.
- El Rollo.
- Ocshawilca.
- Minas de la Granja.
- El Chorro Blanco - Cascada.

## Festividades
- Julio: San Pedro y San Pablo.
- Agosto: Divino Milagrito.
- Diciembre: Inmaculada Concepción.